# Elsa Devassoigne
Elsa Devassoigne (ur. 12 października 1969 w Schœlcher) – francuska lekkoatletka, sprinterka, mistrzyni igrzysk śródziemnomorskich, dwukrotna olimpijka.

## Życiorys
Zdobyła brązowy medal w sztafecie 4 × 100 metrów (która biegła w składzie: Anne Leseur, Cécile Peyre, Devassoigne i Odiah Sidibé) i została zdyskwalifikowana w finale biegu na 200 metrów na mistrzostwach Europy juniorów w 1987 w Birmingham. Zajęła 8. miejsce w sztafecie 4 × 400 metrów na mistrzostwach świata juniorów w 1988 w Greater Sudbury. Startując w konkurencji seniorów zajęła 5. miejsce w sztafecie 4 × 400 metrów na halowych mistrzostwach świata w 1991 w Sewilli.
Zwyciężyła w sztafecie 4 × 400 metrów (która biegła w składzie: Devassoigne, Véronique Poulain, Francine Landre i Fabienne Ficher) na igrzyskach śródziemnomorskich w 1991 w Atenach. Odpadła w półfinale biegu na 400 metrów na igrzyskach olimpijskich w 1992 w Barcelonie. Startując w reprezentacji Europy zajęła 5. miejsce w biegu na 400 metrów i 7. miejsce w sztafecie 4 × 400 metrów (w składzie: Devassoigne, Ester Goossens, Kathrin Lüthi i Monica Westén) w zawodach pucharu świata w 1992 w Hawanie.
Zwyciężyła w biegu na 400 metrów na igrzyskach śródziemnomorskich w 1993 w Narbonie (na tych igrzyskach nie rozgrywano biegu sztafetowego 4 × 400 metrów kobiet), a w zawodach superligi pucharu Europy w 1993 w Rzymie zajęła w tej konkurencji 2. miejsce. Zajęła 6. miejsce w sztafecie 4 × 400 metrów i odpadła w eliminacjach biegu na 400 metrów na mistrzostwach świata w 1993 w Stuttgarcie.
Zajęła 8. miejsce w sztafecie 4 × 400 metrów na igrzyskach olimpijskich w 1996 w Atlancie. Zdobyła srebrny medal w tej konkurencji (sztafeta francuska biegła w składzie: Marie-Louise Bévis, Sophie Domenech, Marie-Line Scholent i Devassoigne) oraz zajęła 6. miejsce w biegu na 400 metrów na igrzyskach śródziemnomorskich w 1997 w Bari.
Była mistrzynią Francji w biegu na 400 metrów w 1992 i 1996 oraz brązową medalistką na tym dystansie w 1993, a w hali wicemistrzynią w tej konkurencji w 1991 i brązową medalistką w 1990.
Przez pewien czas była żoną brytyjskiego lekkoatlety Rogera Blacka.

## Rekordy życiowe
Rekordy życiowe Devassoigne:
- bieg na 400 metrów – 51,75 s (2 sierpnia 1992, Barcelona)
- bieg na 400 metrów (hala) – 53,66 s (17 lutego 1991, Liévin)